# Pseudopolinices
Pseudopolinices là một chi ốc biển săn mồi, là động vật thân mềm chân bụng sống ở biển trong họ Naticidae, họ ốc mặt trăng.

## Các loài
Các loài thuộc chi Pseudopolinices bao gồm:
- Pseudopolinices nanus (Møller, 1842)[2]